# BTS (együttes)
A BTS, más néven Bangtan Boys (hangul: 방탄소년단, Pangthan Szonjondan, RR: Bangtan Sonyeondan) héttagú dél-koreai fiúegyüttes, melyet a Big Hit Entertainment hozott létre. A No More Dream című dalukkal debütáltak 2013. június 13-án. Ebben az évben elnyerték többek között a Melon Music Awards és a Golden Disc Awards legjobb új előadójának járó díjat. 2016-ban megjelent The Most Beautiful Moment in Life: Young Forever című nagylemezük felkerült az amerikai Billboard 200-as slágerlistára és a 2016-os Melon Music Awardson az év albuma lett.
Wings című nagylemezük 2016-ban 26. lett a Billboard 200-as listáján; koreai nyelvű album ilyen magas helyezést korábban nem ért el. A lemezből több mint egymillió példány fogyott, mellyel a Kaon (Gaon) zenei lista történetében a legtöbbet eladott lemez lett. Az együttes ebben az évben elnyerte az Mnet Asian Music Awards év előadója díját.
2017-ben a Love Yourself: Her című lemezük megdöntötte korábbi rekordjukat: hetedik helyen debütált a Billboard 200-on. A DNA és a Mic Drop című dalok aranylemez minősítést szereztek az Egyesült Államokban; ilyen koreai előadónak korábban nem sikerült. A lemezből 1,2 millió példány fogyott, mellyel minden idők második legtöbbet eladott albuma lett a koreai könnyűzene történetében az egy havi eladásokat tekintve. Ebben az évben újra elnyerték az év előadója díjat az Mnet Asian Music Awardson.
Love Yourself: Tear című harmadik nagylemezük 2018-ban első helyen debütált a Billboard 200-as listáján. Ez korábban koreai előadónak még nem sikerült. 2020-ban az együttes minden idők legsikeresebb globális K-pop-előadójává vált, 14 lemezük összesen több mint 20 millió példányban kelt el, hét közülük egyenként is több mint egymillió darabszámban fogyott. 2020-ban a BTS az első koreai előadó lett, akinek sikerült a Billboard Hot 100 slágerlista első helyére kerülni.
2017-ben csak az együttes miatt érkezett az országba minden 13. külföldi turista, 2018-ban pedig az összes külföldi turista 7%-a látogatott Koreába miattuk. Számítások szerint az együttes évente 3,6 milliárd USD bevételt termel Dél-Korea számára. 2020-ban K-pop-együttesek közül először Grammy-díjra jelölték őket.

## Nevük
Az együttes neve, a BTS a koreai 방탄소년단 angolos átírásának (Bangtan Sonyeondan) a rövidítése. A név szó szerinti jelentése „golyóálló cserkészek”. A koncepciójuk szerint a BTS a tinédzserekre golyózáporként irányított sztereotípiákat, kritikát és elvárásokat hivatott kivédeni. Japánban Bódan sónendan (防弾少年団; Hepburn: Bōdan shōnendan) néven ismertek, aminek a jelentése hasonló. 2017 júliusában a kiadó bejelentette, hogy a BTS márka arculata megújult, és a név ezentúl azt is jelenti, hogy „Beyond The Scene”, azaz túllépve a realitáson, az együttes a jövőbe tekint.

## Történetük

### 2010–2014: Debütálás és kezdeti sikerek

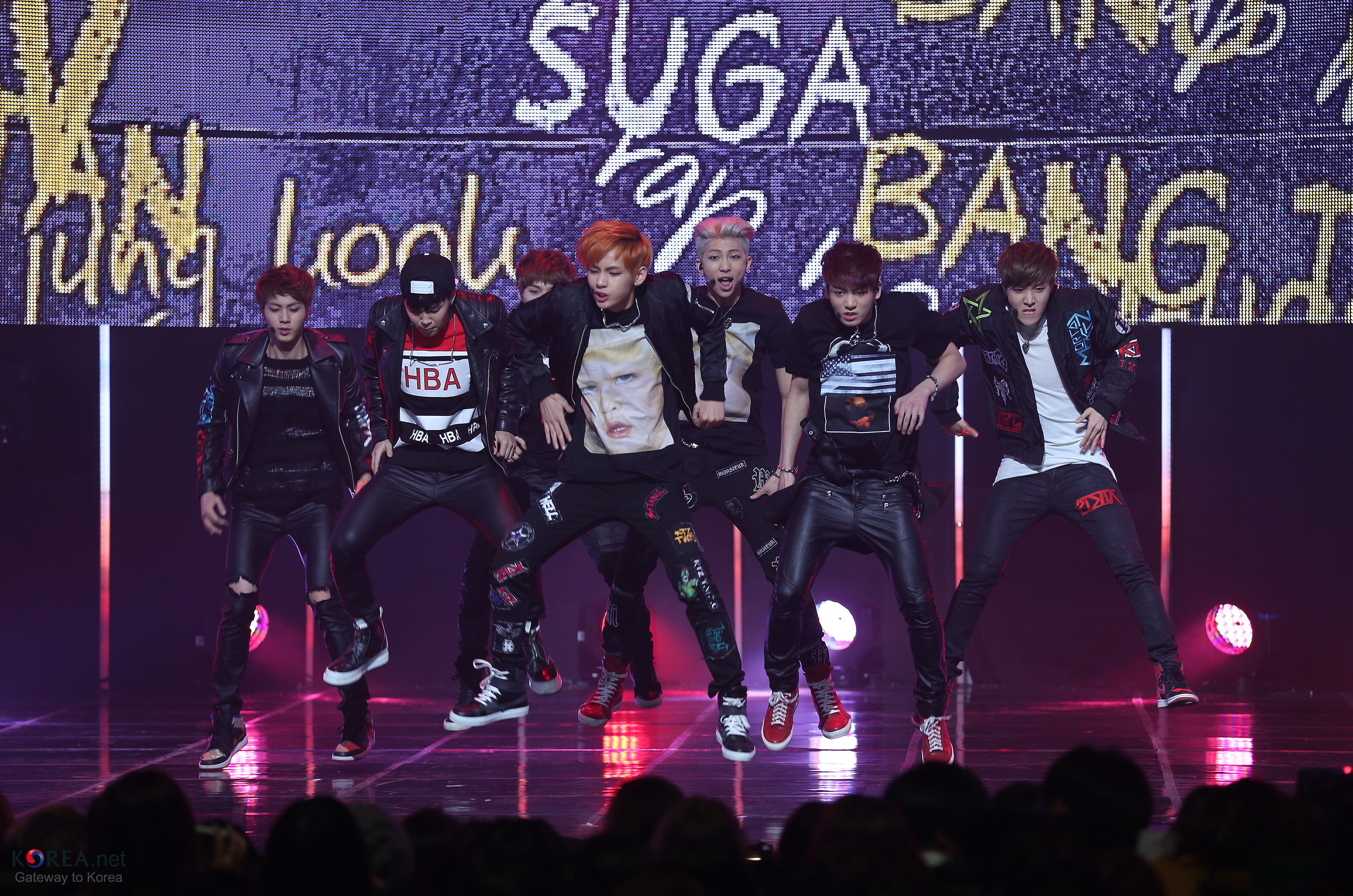
A BTS 2014-ben az Mnet M! Countdown című műsorában.

A Big Hit Entertainment 2010-ben és 2011-ben tartott meghallgatásokat egy fiúegyüttes alapításához, és számos gyakornokot kiválogattak, végül 2012-re született meg a végleges felállás Csin (Jin), Suga, J-Hope, RM, Csimin (Jimin), V és Dzsongguk (Jeong-guk) részvételével. Hat hónappal a debütálásuk előtt már jelen voltak közösségimédia-platformokon, különféle feldolgozásokat adtak ki YouTube-on és SoundCloudon.

#### 2 Cool 4 Skool, O!RUL8,2?
Az együttes debütáló kislemeze 2 Cool 4 Skool címmel jelent meg 2013. június 12-én, melyről a No More Dream című dalt másolták ki először. A kislemez ötödik helyezést ért el a Kaon (Gaon) albumlistáján és több mint 105 000 példányban fogyott.2014. június 4-én az albumon szereplő No More Dream megjelent japán nyelven is.
2013. szeptember 11-én megjelent az O!RUL8,2? középlemez, mely 120 000 példányban kelt el és negyedik helyezett volt a Kaon (Gaon) slágerlistáján. A 2013-ban debütált együttesek közül több díjátadón is elnyerték az év újoncának járó díjat, többek között a Melon Music Awardson, a Golden Disc Awardson és a Seoul Music Awardson.

#### Skool Luv Affair, Dark & Wild, Wake Up
2014. február 12-én kiadták második középlemezüket, a Skool Luv Affairt. első helyezett volt a Kaon (Gaon) slágerlistáján és több mint 200 000 példányban kelt el. A Billboard World Albums Chart slágerlistáján harmadik helyezett volt. Két kislemez jelent meg róla, a Boy in Luv (상남자, Szangnamdzsa (Sangnamja)) és a Just One Day (하루만, Haruman). Júniusban a Bridge to Korea fesztiválon K-pop-táncprodukciók zsűrijeként vett részt az együttes Oroszországban. Augusztusban a BTS fellépett a KCON rendezvényen Los Angeles-ben. Ugyanebben a hónapban megjelent első stúdióalbumuk Dark & Wild címmel, mely második helyet ért el a Kaon (Gaon) slágerlistáján és több mint 200 000 példányban fogyott. Az albumról két kislemezt másoltak ki, Danger és War of Hormone (호르몬 전쟁, Horumon csondzseng (Horeumon jeonjaeng)) címmel.
2014 decemberében japán nyelvű stúdióalbumot jelentettek meg Wake Up címmel, mely harmadik helyezett lett az Oricon heti listáján, és 28 000 példányban fogyott. A lemezen korábbi dalaik japán nyelvű verziója mellett két új dal is szerepelt, a Wake Up és a The Stars. Októbertől decemberig a 2014 BTS Live Trilogy – Episode II: The Red Bullet címmel koncerteztek.

### 2015–2016: Áttörés

#### The Most Beautiful Moment in Life, Young Forever

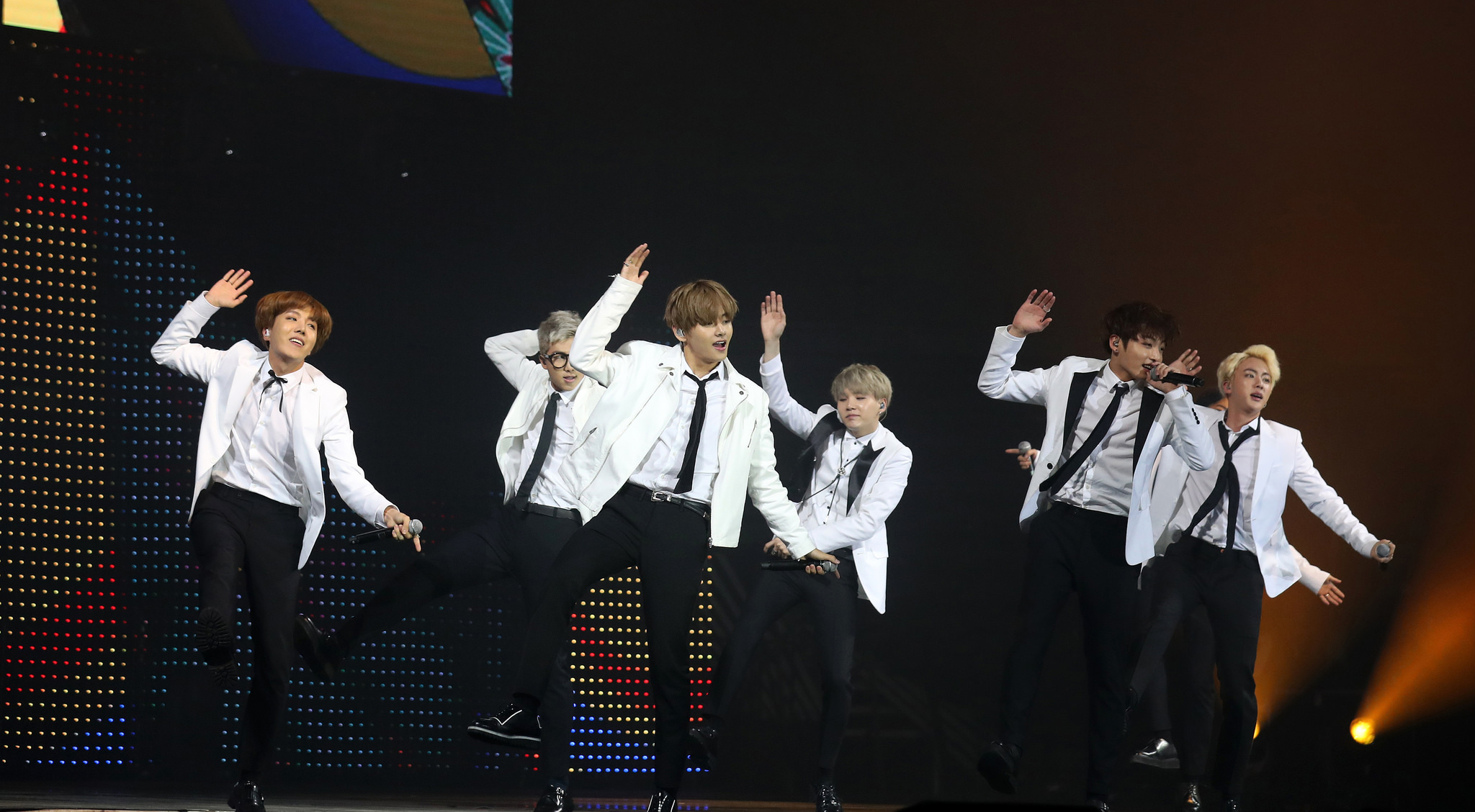
A BTS a 2016-os KCON France rendezvényen Párizsban

2015 elején a BTS Japánban koncertezett a Wake Up: Open Your Eyes című turné keretében, amit követően BTS Live Trilogy – Episode 1: BTS Begins címmel Szöulban adtak koncertet. Harmadik középlemezük The Most Beautiful Moment in Life, Part 1 márciusban került a boltokba, melyről az I Need U című dal az első ötben szerepelt a Kaon (Gaon) slágerlistáján, és az SBS MTV csatorna The Show című zenei műsorában megszerezte a BTS első győzelmét a heti slágerlistán. A Dope (쩔어, Ccsoro (Jjeoro)) című daluk 44. volt a Kaon (Gaon) listáján, a hozzá készített videóklip lett az együttes első klipje, mely százmilliós nézettséget ért el a YouTube-on. A dal később a harmadik helyen került fel a Billboard World Digital Songs listájára. A The Most Beautiful Moment in Life, Part 1 összesen több mint 300 000 példányban fogyott el.
Negyedik japán kislemezük, a For You 2015 júniusában jelent meg, japán debütálásuk egy éves évfordulójára. A kislemez vezette az Oricon napi listáját, 42 000 eladott példánnyal.2015 Live Trilogy Episode: The Red Bullet címmel adtak koncertet öt kontinensen, majd felléptek a Summer Sonic fesztiválon Japánban.
Háromnapos, The Most Beautiful Moment in Life: On Stage című koncertsorozatuk során előadták a Run című új dalukat, mely később a The Most Beautiful Moment in Life, Part 2 című középlemezen jelent meg 2015. november 30-án. A lemez első helyezett volt a Kaon (Gaon) heti listáján és a Billboard World Albums listáján,; utóbbit több hétig vezette, elsőként a K-Pop-együttesek közül. Felkerült a Billboard 200 listára is a 171. helyen, több mint 5000 eladott példánnyal. A 2015-ös Mnet Asian Music Awards során az együttest a legjobb világelőadó díjjal jutalmazták.
A The Most Beautiful Moment in Life, Part 1 és Part 2 később együttesen is megjelent 2016-ban Young Forever címmel, melyről három kislemez jelent meg: az Epilogue: Young Forever, a Fire (불타오르네, Pulthaorune (Bultaoreune)), és a Save Me, melyek közül mindhárom a top 40-ben debütált a Kaon (Gaon) listán. Májusban kétnapos koncertet adtak a szöuli Olimpiai Tornacsarnokban, melyet egy ázsiai turné követett. Az együttes részt vett mindkét amerikai KCON fesztiválon, júniusban New Jersey-ben, júliusban Los Angeles-ben, ahol telt ház előtt léptek fel. A Young Forever később elnyerte a Melon Music Awards év albuma díját, mely az együttes első teszang (daesang) nagydíja volt.

#### Youth, Wings
2016. szeptember 7-én a BTS kiadta második japán stúdióalbumát Youth címmel, melyből az első napon 44 000 példány fogyott el, és ezzel vezette a napi eladási listát az Oriconon. Az I Need You és a Run dalok japán nyelvű változata kislemezként is megjelent. Az együttes második koreai nyelvű nagylemezéből, a Wingsből több mint 500 000 darabot adtak el elővételben, mellyel a legtöbbet eladott lemez lett a Kaon (Gaon) lista történelmében. Az album 23 országban vezette az az eladási listát az iTunes-on és 26. helyen debütált a Billboard 200 listán 26 000 eladott lemezzel, ami akkor a legjobb eladási hét lett a K-Pop előadók között az Egyesült Államokban. A Blood Sweat & Tears című daluk all-kill státust ért el a koreai slágerlistákon, és az együttes első olyan dala lett, mely a Kaon (Gaon) heti listáján első helyet ért el.A dal videóklipje 24 óra alatt több mint hatmillió megtekintéssel rendelkezett a YouTube-on, amivel rekordot állítottak fel a K-popban. Az együttes a 2016-os Mnet Asian Music Awardson elnyerte az év előadója díjat.

### 2017–: Nemzetközi elismertség

#### You Never Walk Alone

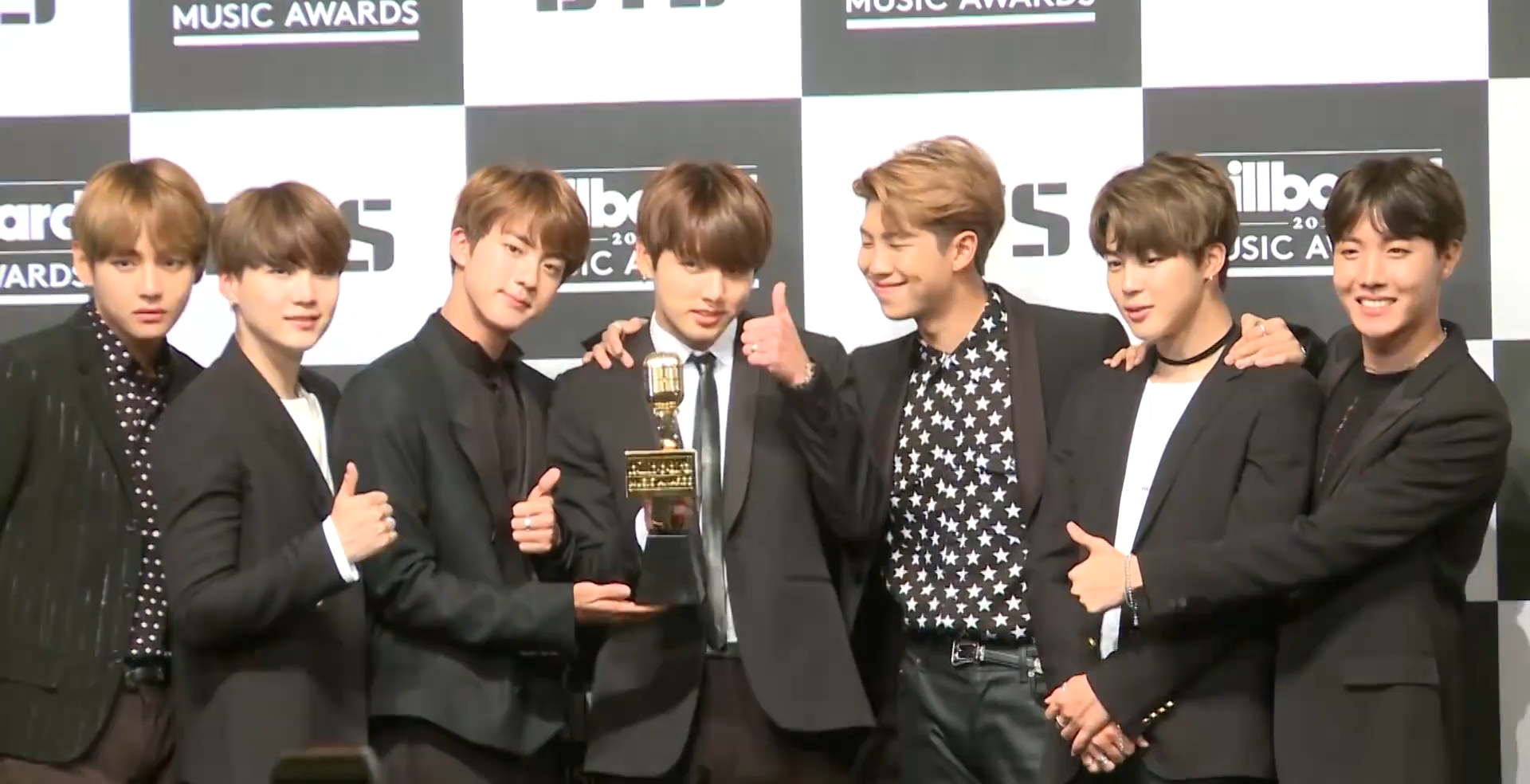
A BTS 2017-ben, a Billboard Music Awards díjkiosztó sajtótájékoztatóján

Februárban Wings című albumuk újra kiadott, You Never Walk Alone című változatából több mint 700 000 darabot rendeltek meg elővételben. Az album megdöntötte az egy hónap alatt legtöbbet eladott lemez rekordját Dél-Koreában, 1.49 millió eladott példánnyal. A lemezről kimásolt Spring Day (봄날, Pomnal (Bomnal)) című daluk nyolc dél-koreai slágerlistát vezetett, a Kaon (Gaon) országos listáján első volt, és megnyerte a legjobb dalnak járó díjat a 2017-es Melon Music Awards-on.  A dal a Billboard Bubbling Under Hot 100 Singles slágerlistájára is felkerült a 15. helyen.
2017 elején a BTS turnéra indult Live Trilogy Episode III: The Wings Tour címmel, mely 550 000 nézővel zárult.A turné észak-amerikai koncertjei után az együttes részt vett a 2017-es Billboard Music Awards zenei díjátadón, ahol megkapták a Top Social Artist díjat. Ezzel a BTS lett az első K-Pop csapat, aki díjat nyert a Billboard díjátadón.

#### Love Yourself: Her
2017 szeptemberében megjelent ötödik középlemezük, a Love Yourself: Her, 1.6 millió eladott példánnyal vezette a Kaon (Gaon) listát és 7. helyen debütált az amerikai Billboard 200 eladási slágerlistán. A DNA című dal második helyezést ért el a Kaon (Gaon) heti slágerlistáján, a hozzá készített videóklip pedig 24 óra alatt 21 millió megtekintést ért el, ezzel újabb rekordot döntött a K-pop történetében. A dal felkerült a Billboard Hot 100 listára is a 85. helyen, ezzel a BTS az első dél-koreai fiúegyüttes lett, akiknek ez sikerült. A dal később 67. helyezett lett a slágerlistán, ezzel a valaha volt legmagasabb helyezést érte el a K-pop történetében, megdöntve a Wonder Girls lányegyüttes korábbi rekordját. A Mic Drop című daluk Steve Aoki által remixelt változata jelent meg második kislemezként az albumról, mely Dél-Koreában 23. helyezett lett, a Billboard Hot 100 listán pedig 28., ezzel koreai együttesként először felkerültek a top 40-be. A két kislemezt egy harmadik dallal, a Crystal Snow-val kiegészítve Japánban is kiadták, mely első lett az Oricon slágerlistáján.
Novemberben az együttes fellépett az American Music Awardson, első K-pop-együttesként, és ezzel nagyobb nemzetközi ismertségre tettek szert. Év végén elnyerték az év előadója díjat az Mnet Asian Music Awardson, majd Decemberben felléptek a Dick Clark's New Year's Rockin' Eve amerikai újévi műsorban. December 22-én először felléptek a japán TV Asahi Japan Music Station Super Live műsorában is.
2018 januárjában a BTS dupla platinalemezt kapott a Japán Hanglemezgyártók Szövetségétől a Mic Drop/DNA/Crystal Snow című kislemezükért. A koreai Golden Disc Awardson és a Seoul Music Awardson is megkapták a nagydíjat. Februárban a Mic Drop Remix és a DNA című kislemez is aranylemez lett Amerikában. Április 4-én megjelent harmadik japán nagylemezük, a Face Yourself. A lemez 43. lett az amerikai Billboard 200-as listán, amivel a harmadik legmagasabb helyezést elérő japán nyelvű lemez lett a lista történetében.

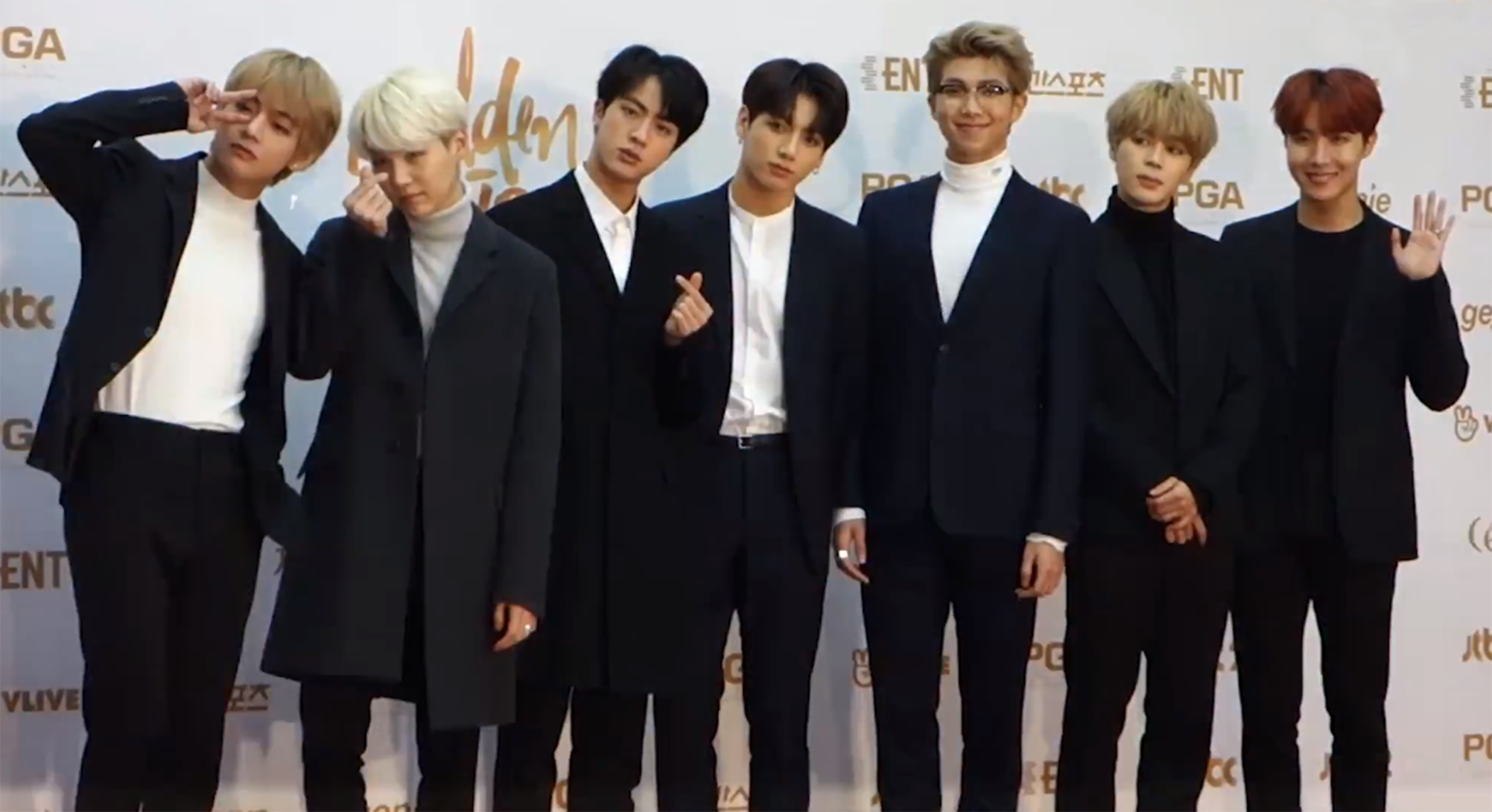
A BTS a Golden Disc Awardson 2018 januárjában

#### Love Yourself: Tear
Április 17-én az együttest újra jelölték a Billboard Music Awards Top Social Artist kategóriájában, melyet újra megnyertek. Itt adták elő először a Fake Love című dalukat, mely a Love Yourself: Tear című lemezükön jelent meg május 18-án. Az album első helyen debütált a Billboard 200-as listán 135 000 albummal egyenértékű egységgel (ebből 100 000 hagyományos lemezeladás volt). A lemez az első K-pop-album, mely vezette az amerikai albumlistát, és a valaha volt legmagasabb helyezést elérő ázsiai lemez lett a listán. A Fake Love 10. helyen végzett a Billboard Hot 100 listán. A Love Yourself: Tear a brit albumlista 8. helyéig jutott. 2018 júniusában a Time az internet 25 legbefolyásosabb személyisége között nevezte meg a BTS-t.
2018. július 17-én az együttes bejelentette, hogy augusztusban jelenik meg Love Yourself: Answer című lemezük. Világ körüli turnéjuk BTS World Tour: Love Yourself címmel augusztus 25-én indult Szöulból, melynek keretében Európában is felléptek öt városban.

## Tagok
| Kép | Művésznév             | Születési név                           | Születési idő                  |
| --- | --------------------- | --------------------------------------- | ------------------------------ |
|     | Csin (Jin)            | Kim Szokcsin (Kim Seok-jin), 김석진     | 1992. december 4. (32 éves)    |
|     | Suga                  | Min Jungi (Min Yun-gi), 민윤기          | 1993. március 9. (32 éves)     |
|     | J-Hope                | Csong Hoszok (Jeong Ho-seok), 정호석    | 1994. február 18. (31 éves)    |
|     | RM                    | Kim Namdzsun (Kim Nam-jun), 김남준      | 1994. szeptember 12. (30 éves) |
|     | Csimin (Jimin)        | Pak Csimin (Park Ji-min), 박지민        | 1995. október 13. (29 éves)    |
|     | V                     | Kim Thehjong (Kim Tae-hyeong), 김태형   | 1995. december 30. (29 éves)   |
|     | Dzsongguk (Jeong-guk) | Cson Dzsongguk (Jeon Jeong-guk); 전정국 | 1997. szeptember 1. (27 éves)  |

## Diszkográfia
Koreai nyelvű stúdióalbumok
- Dark & Wild (2014)
- Wings (2016)
- Love Yourself: Tear (2018)
- Map of the Soul: 7 (2020)
- Be (2020)

Japán nyelvű stúdióalbumok
- Wake Up (2014)
- Youth (2016)
- Face Yourself (2018)
- Map of the Soul: 7 – The Journey (2020)

## Turnék
- 2014 BTS Live Trilogy-Episode I: The Red Bullet (2014)
- BTS's First Japan Tour-Wake Up: Open Your Eyes (2015)
- 2015 BTS Live Trilogy Episode II: The Red Bullet (2015)
- The Most Beautiful Moment in Life On Stage (2015)
- The Most Beautiful Moment in Life on Stage: Epilogue (2016)
- 2017 BTS Live Trilogy Episode III: The Wings Tour (2017)
- BTS World Tour: Love Yourself (2018)
- BTS World Tour Love Yourself: Speak Yourself (2019)
- BTS PERMISSION TO DANCE ON STAGE – SEOUL (2022)

## Fordítás
- Ez a szócikk részben vagy egészben  a   Bangtan Boys című angol Wikipédia-szócikk fordításán alapul.  Az eredeti cikk szerkesztőit annak laptörténete sorolja fel. Ez a jelzés csupán a megfogalmazás eredetét és a szerzői jogokat jelzi, nem szolgál a cikkben szereplő információk forrásmegjelöléseként.